# Стеллера
Стеллера (лат. Stellera) — монотипный род цветковых растений семейства Волчниковые (Thymelaeaceae). Вид Стеллера карликовая (лат. Stellera chamaejasme) — единственный представитель этого рода, встречающийся в горных районах Центральной Азии, Китая, Сибири и Южной Азии. Травянистое многолетнее растение с головками белых, розовых или жёлтых цветов, выращиваемое как декоративное растение в садах и альпийских домиках, но считающееся сорняком, играющее роль в опустынивании лугов в некоторых частях своего родного ареала. Как и многие другие представители этого семейства, это ядовитое растение обладает лекарственными и другими полезными свойствами.

## Ботаническое описание
Травянистый многолетник. Неразветвленные стебли высотой 20-30 см выходят в виде грозди из подземного корневища. Узкие, перекрывающие друг друга листья располагаются вдоль стеблей. Отдельные листья узкие и заостренные, до 2 см длиной. Цветки сгруппированы в округлые плотно упакованные конечные головки. У цветков отсутствуют лепестки, вместо них имеются чашелистики, образующие трубку длиной до 1,5 см с обычно пятью (но могут быть четыре или шесть) короткими лопастями. Цвет цветка варьируется от различных оттенков розового и белого до жёлтого. Тычинок в два раза больше, чем долей чашечки, они расположены в два ряда. Завязь имеет одну камеру (локулу). Плод — сухая костянка, закрытая остатками чашечки.

## Таксономия

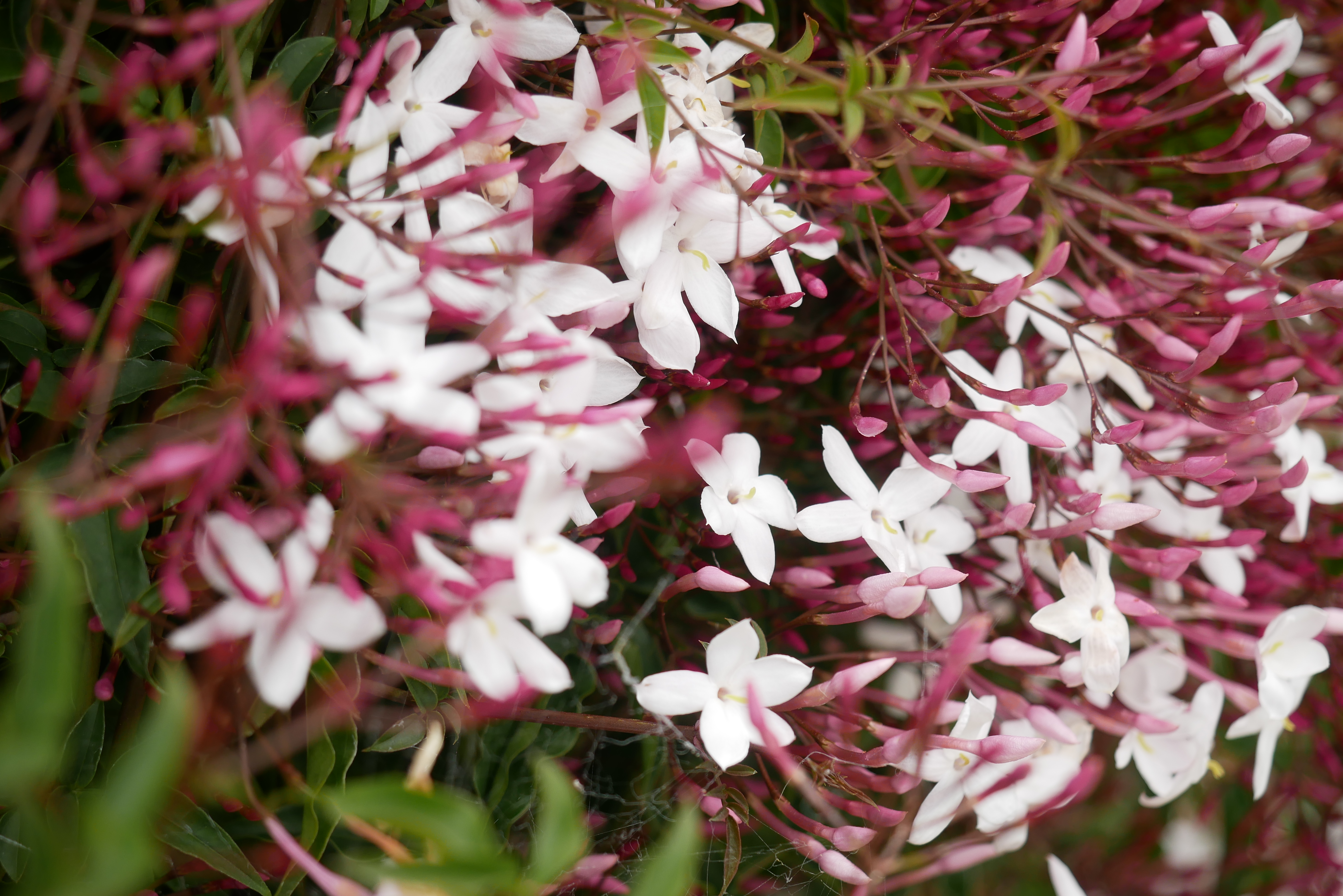
Jasminum polyanthum в цвету, с винно-красными наружными венчиками, напоминающими венчики Stellera (видовое название chamaejasme, то есть «жасмин наземный»)

Род Stellera был впервые описан Карлом Линнеем в 1753 году. Он выделил два вида: Stellera passerina (сейчас помещен в род Thymelaea как T. passerina) и Stellera chamaejasme. Родовое название Stellera (не путать с совершенно неродственным Stellaria) дано в честь Георга Вильгельма Стеллера (Stöller), а специфический эпитет chamaejasme является переводом в ботаническую латинскую орфографию греческого χαμαί khamai «(вниз) на землю» и ιασμε iasme «жасмин». Таким образом, название в полном смысле означает «растение Стеллера, напоминающее вид жасмина (ползущего) по земле». Цветок Stellera chamaejasme ароматный, как у жасмина, и имеет винно-красный цвет, как у некоторых видов жасмина, например, Jasminum officinale и китайского вида Jasminum polyanthum. Однако, в отличие от жасмина, Stellera — травянистое, а не древесное растение, и его стебли не обвивают друг друга.
Впоследствии в роду было выделено много видовых названий, но все они сейчас считаются синонимами других видов, включая S. chamaejasme, хотя во «Флоре Китая» говорится, что существует от 10 до 12 видов. Исследования 2002 и 2009 годов, основанные на хлоропластной ДНК, поместили Stellera в небольшую группу родственных родов, либо как родственный роду Wikstroemia, либо встроенный в него; однако для большинства родов был включен только один вид.

## Распространение и экология
Естественный ареал Северный и Западный Китай, Тибет, Гималаи (Непал, Бутан), штат Уттар-Прадеш на севере Индии, Россия и Монголия. В Китае встречается на солнечных сухих склонах и песчаных местах между 2600 и 4200 м над уровнем моря.
Вид культивируется как декоративное растение в скалистых садах и альпийских домиках. Растение считается сложным в выращивании, ему требуется солнечное место и зернистая почва, если его выращивают на улице, или большой горшок, если его выращивают под укрытием. Размножается семенами.

## Токсичность

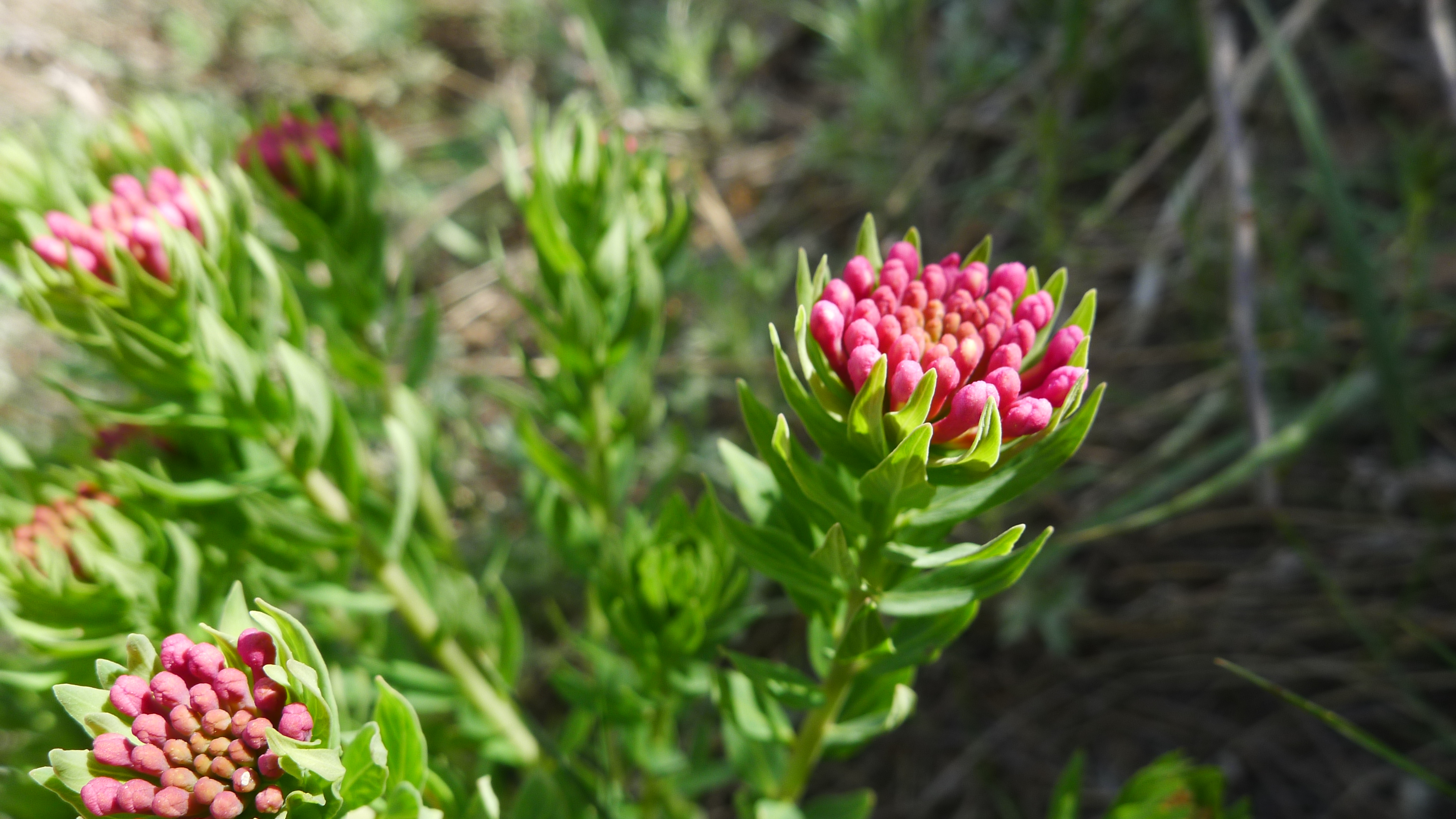
Stellera chamaejasme в провинции Ганьсу, Западный Китай, где она называется Langdu (狼毒花) «волчий яд» - вероятно, потому, что раньше её использовали в этом качестве.

Растение очень ядовито и вызывает смертельные случаи как у людей, так и у домашнего скота. Порошок корней использовался как слабительное, как пестицид и как яд для рыб, а также применялся в небольших дозах как сильный антгельминтик для овец и коз. Растение распространено в Западном Китае, где оно носит общее название Лангду (狼毒花), досл. «волчий яд» (狼 lang «волк» + 毒 dú «яд» + 花 huā «цветок»). В Китае используется как лекарственное растение, но может считаться нежелательным элементом флоры, если будет разрастаться слишком сильно, так как её большие, жаждущие воды корни ускоряют опустынивание прерий. В работе о местных китайских лекарственных растениях, предназначенной для фермеров, говорится, что Stellera — очень ядовитое растение, используемое как инсектицид, и что, если его съест животное, это приведет к повреждению кишечника жертвы.
Подтверждение этих данных о разрушительном действии на кишечник некоторых растений, принадлежащих к Thymelaceae, можно найти в описании «Lasiosiphon kraussianus Hutch. & Dalz.» (возможно, относящегося к Lasiosiphon kraussianus (Meisn.) Meisn. или Gnidia sp.) из Южной Африки: это растение чрезвычайно ядовито и приводит к гибели скота: кишечник животного перфорируется примерно через день после его поедания. Это смертоносное свойство используется некоторыми африканскими племенами, которые используют измельченный в порошок корень растения для отравления водоемов в сезон дождей, причем яд сохраняет свою силу в течение семи дней и убивает любое животное, которое его выпьет.
Семейство растений, к которому принадлежит Stellera — Thymelaceae — примечательно количеством ядовитых видов, которые оно содержит, а также определённым сходством в химическом составе с семейством Euphorbiaceae, оба семейства имеют ряд родов, производящих форболовые эфиры. Китайская народная медицина признает сходство в действии между Stellera и некоторыми видами Euphorbia: Перри отмечает, что в китайской materia medica 1959 года Stellera, Euphorbia fischeriana Steud. (син. E. pallasii Turcz.) и Euphorbia sieboldiana Morr. & Decne. перечислены под одной рубрикой (№ 86, langdu) — и как обладающие одинаковыми или очень похожими лекарственными свойствами: жгучие, ядовитые растения, используемые как слабительные, антгельминтики, отхаркивающие средства, также применяемые местно для лечения язв и кожных заболеваний.

## Химический состав и свойства
Основные компоненты Stellera chamaejasme включают, среди прочего, флавоноиды, кумарины, лигнаны и дитерпеноиды. В недавней работе о лекарственных растениях Монголии отмечается наличие в корневище сахаров, органических кислот, сапонинов и дубильных веществ, а также следующих специфических соединений: флавоноиды 5,7-дигидрокси-4',11-диметокси-3',14-диметилбензофлаванон, ruixianglangdusu A и B, 4',4',5',5',7',7',7',7'' -гексагидрокси-3,3'-бифлавон, 7-метоксиneochamaejasmin A; кумарины: сфондин, изобергаптен, пимпинеллин, изопимпинеллин, умбеллиферон, дафниретин, бикумастехамин и дафнетин; дитерпены (неуточненные); лигнаны: (+)-кусунокинин, лириорезинол-B, магноленин C, (-)-пинорезинол монометиловый эфир, (-)-пинорезинол, (+)-матайрезинол, изохинокинин и (-)-эудесмин; и стероиды: даукостерин, β-ситостерин. В надземных частях растения обнаружены кумарины: дафнорин, дафнетин, дафноретин, дафнетин 8-O-b-D-гликопиранозид и хамеджазмозид.
В научной статье 2015 года говорится, что это растение, считающееся европейскими и американскими садоводами излюбленным и трудновыращиваемым декоративным растением, является одним из самых ядовитых пастбищных сорняков в местах его произрастания, и отмечается, что скот, потребляющий его побеги и цветы, может смертельно отравиться. Далее в статье отмечается, что популяции растения ни в коем случае не находятся под угрозой исчезновения, процветая и увеличиваясь в течение нескольких лет: это, по-видимому, связано не только с тем, что растение активно конкурирует с другими видами за воду и питательные вещества, но и с тем, что оно содержит или выделяет гербицидные соединения. Водные и этаноловые экстракты S. chamaejasme ингибировали прорастание семян и рост проростков не менее чем у 13 видов растений, причем фитотоксические эффекты были сильнее у двудольных растений, чем у однодольных. Было замечено, что фитотоксичные соединения выделяются, в частности, мертвыми или морбидными экземплярами S. chamaejasme и приводят к снижению роста проростков у трав Lolium perenne L., Psathyrostachys juncea (Fisch.) Nevski и Bromus inermis Leyss. и бобовых Melilotus suaveolens Ledeb. (см. Melilotus), Onobrychis viciifolia Scop. (эспарцет) и Medicago sativa L. (люцерна). Кроме того, было подтверждено наличие пестицидных свойств у S. chameajasme: этаноловый экстракт S. chameajasme сильно подавлял рост следующих насекомых-вредителей: бабочки Pieris rapae, тли Myzus persicae и кукурузного мотылька Ostrinia furnacalis, а также показал контактную и пероральную токсичность против двух других стеблевых мотыльков, которые являются вредителями риса: Sesamia inferens и Chilo suppressalis.

## Производство бумаги
В Тибете волокнистый корень Stellera собирают, варят и разминают для изготовления бумаги.